# Красавич
Красавич (укр. Красавич) — село,
Зелёногаевский сельский совет,
Весёловский район,
Запорожская область,
Украина.
Код КОАТУУ — 2321281403. Население по переписи 2001 года составляло 5 человек.

## Географическое положение
Село Красавич находится на расстоянии в 1 км от села Зелёный Луг и в 2,5 км от села Зелёный Гай.
Рядом проходит железная дорога, станция Платформа 51 км в 4-х км.

## История
- 1928 год — дата основания.